# 日本出版協会
一般社団法人日本出版協会（にほんしゅっぱんきょうかい）は、東京都文京区水道二丁目6番3号（社）日本出版協会ビル202にある出版関連の業界団体。出版社の業界団体である日本書籍出版協会は無関係。

## 概要
日本雑誌協会・東京出版協会等の出版関係団体を糾合して1940年（昭和15年）12月19日に設立された日本出版文化協会を源流とする。情報局の監督下で出版統制の実施機関として機能し、1943年（昭和18年）に出版事業令（昭和18年2月18日勅令第82号）及び出版事業令施行規則（昭和18年2月18日閣令・内務省令・文部省令第1号）に基づく特殊法人日本出版会として改組された（同年3月26日設立許可）。
第二次世界大戦後の1945年（昭和20年）9月27日、GHQは「新聞及言論ノ自由へノ追加措置ニ関スル覚書」（SCAPIN-66）を発令したが、それには「出版人又ハ著作者等ヲ強制シテ組織ヲ作ルコトハ中止セラルベシ」との項目があり、出版界の統制団体だった日本出版会は解散を余儀なくされた。同年9月30日に日本出版会は解散したが、直後の同年10月10日に新たな団体として日本出版協会が創立された（1946年（昭和21年）5月15日法人認可）。
しかし、日本出版協会は民主的団体と謳ったものの、実態は日本出版会の組織と職員をそのまま引き継いで発足した団体であり、左派の「民主主義出版同志会」が主導権を握っていた。日本出版協会は「出版界粛清委員会」を組織して「戦犯出版社」のリストを作成。対象とされた出版社は、第一公論社、講談社、旺文社、家の光協会、主婦之友社、日本社、山海堂の7社で、更に誠文堂新光社、文藝春秋社、新潮社、大日本青年団、日本週報社、養徳社、博文館、雄鶏社、工業新聞社、秀文閣、日本報道社の11社も粛清対象の候補とされた。これらの出版社は、日本出版協会内に留まれば自滅が予想され、また離脱すれば用紙の割当と入手が困難になるため、1946年（昭和21年）4月15日に全国出版協会の前身となる日本自由出版協会を設立して分裂した。
本協会の第1 回表彰図書（昭和19 年4 月発表）は『日本産有尾類総説』（佐藤井岐雄著）であった。

## 団体の性格
「出版事業の健全な発達に資し、その文化的使命を達成するとともに、出版文化の向上を意図し、併せて社会の進展の寄与し、かつ会員相互の親睦を図ること」を目的としている。名称は出版社の連合体を想像させるが、実態は前理事長・石原萠記（自由社社長）の人脈による親睦組織の側面が強い。
社会主義者の石原をはじめ、北朝鮮と交流し日本人拉致事件に絡んで中華人民共和国との友好を進める山田晃、ソビエト連邦と関係があった藤井弘らが役員に名を連ねた。

## 役員
日本出版協会の役員は以下の通り。
代表理事
- 柳澤德次

理事
- 渡部剛
- 鈴木正嗣

監事
- 鈴木正人

## かつての役員
理事長
- 石原萠記（自由社社長）[6]

理事
- 山田晃（産業と経済取締役会長）
- 藤井弘（日本対外文化協会専務理事）
- 野口敞也（元連合総研専務理事）
- 大橋英夫（関西文化芸術学院校長）
- 有馬克彦（全国栄養士養成施設協会常務理事、自由社取締役）